# Gårdsjön (Ale-Skövde socken, Västergötland)
Gårdsjön är en sjö i Lilla Edets kommun i Västergötland och ingår i Göta älvs huvudavrinningsområde.